# Volta ao Algarve de 1999
A 25ª edição da Volta ao Algarve foi uma carreira de ciclismo de estrada por etapas que se celebrou entre o 10 e o 14 de março de 1999 sobre um percurso de 707 km, repartidos em 5 etapas, entre Vila Real de Santo António e Loulé.
A carreira foi vencida pelo corredor espanhol Melcior Mauri da equipa Sport Lisboa e Benfica - Winterthur, em segundo lugar Cândido Barbosa (Banesto) e em terceiro lugar David Plaza (Sport Lisboa e Benfica - Winterthur).

## Etapas
| Etapa     | Localidades                             | km  | Vencedor           | Segundo | Terceiro        | Duração         | Velocidade média | Líder da geral  |
| 1.ª etapa | Vila Real de Santo António-Castro Marim | 173 | Cândido Barbosa    |         |                 | X h XX min XX S | XX,XXX km h      | Cândido Barbosa |
| 2.ª etapa | São Brás de Alportel-Tavira             | 135 | Cândido Barbosa    |         |                 | X h XX min XX S | XX,XXX km h      | Cândido Barbosa |
| 3.ª etapa | Tavira-Fóia                             | 169 | Andreas Klöden     |         |                 | X h XX min XX S | XX,XXX km h      |                 |
| 4.ª etapa | (ITT) Albufeira-Albufeira               | 12  | Melcior Mauri      |         | Cândido Barbosa | X h XX min XX S | XX,XXX km h      |                 |
| 5.ª etapa | Faro -Loulé                             | 218 | Saulius Sarkauskas |         |                 | X h XX min XX S | XX,XXX km h      | Melcior Mauri   |

## Classificações Secundárias
| Classificação por pontos       | Cândido Barbosa x pts   |
| Classificação da montanha      | Youri Sourkov X pts     |
| Classificação da melhor equipa | Banesto X h XX min XX S |

## Lista das equipas
| Porta Ravessa-Milaneza | Maia-CIN | Recer/Boavista   |
|                        |          |                  |
| Telekom                | LA-Pecol | Wustenrot-ZVVZ   |
|                        |          |                  |
| Benfica                | Banesto  | Mapei-Quick Step |
|                        |          |                  |
| Paredes Movel-Ecop     |          |                  |
|                        |          |                  |